# Pain carélien

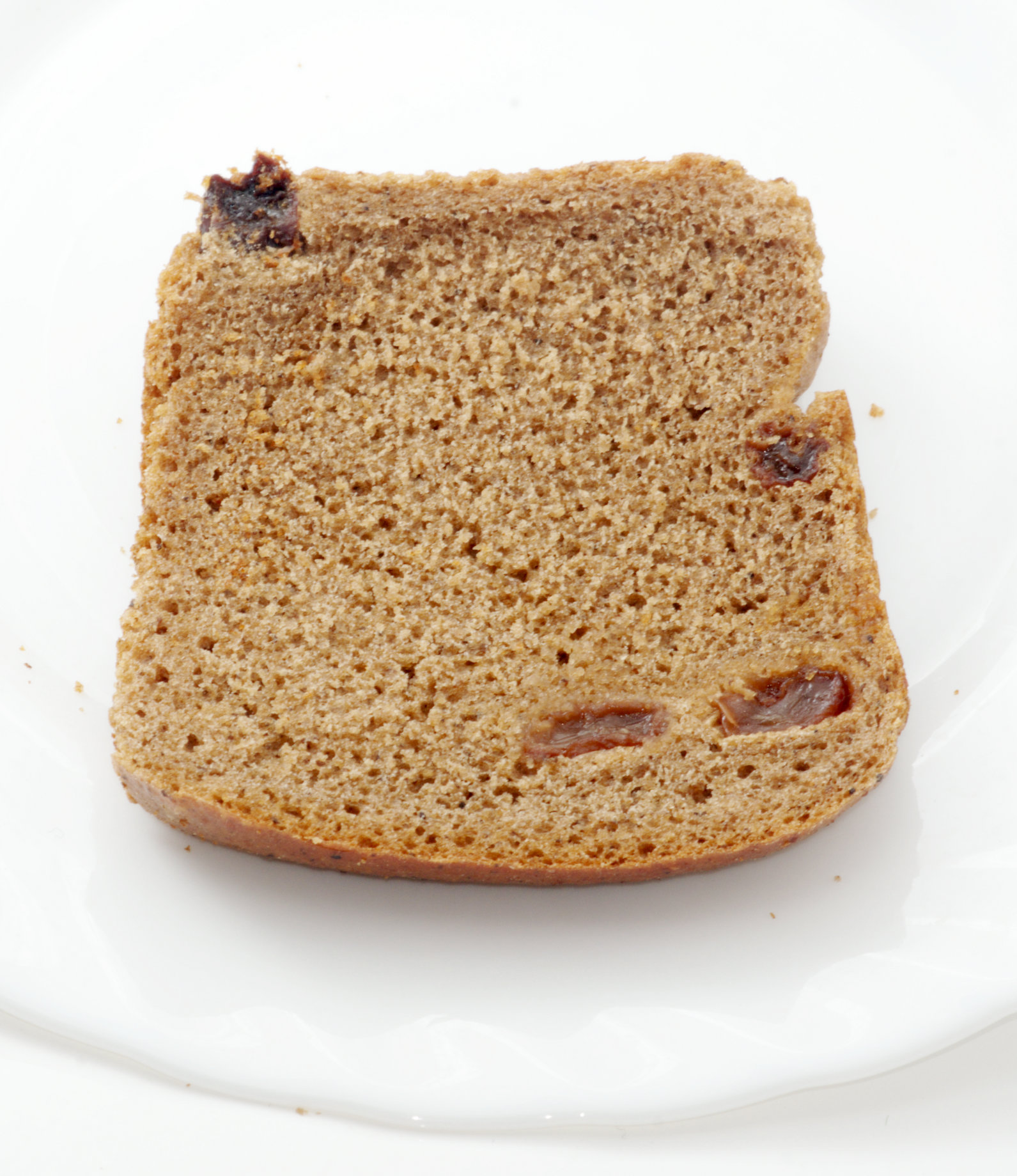
Pain carélien

Le pain carélien (карельский хлеб, karelsky khlieb) est un pain russe originaire de Carélie, principalement fait de seigle en pâte brassée avec de la mélasse, du raisin sec, de la coriandre et du malt. Il peut être préparé au levain ou bien en mélangeant de l'eau, de la farine, de la levure et de la mélasse. Il se prépare par moulage ou comme pain cuit. Il ressemble par ses caractéristiques au pain de Borodino (borodinski).